# Lex Hives
Lex Hives är den svenska rockgruppen The Hives femte studioalbum som släpptes den 1 juni 2012.
Albumet är det första på nästan fem år. Anledningen till att albumet dröjde är att bandet hade ett par otursförföljda år och att turnén till 2007 års The Black And White Album höll på i hela tre år.
Skivan är inspelad i olika studios runt om i Stockholm 2010 - 2011, Svenska Grammofonstudion i Göteborg, Pink Duck Studios i USA, "Hive Manor" i Fagersta och även i tyska Hansa Studios där man arbetade på att få fram Iggy Pops klassiska trumljud.

## Låtlista
| Nr  | Titel                                  | Längd |
| --- | -------------------------------------- | ----- |
| 1.  | Come On!                               | 1:08  |
| 2.  | Go Right Ahead                         | 3:06  |
| 3.  | 1000 Answers                           | 2:07  |
| 4.  | I Want More                            | 2:52  |
| 5.  | Wait a Minute                          | 3:02  |
| 6.  | Patrolling Days                        | 4:01  |
| 7.  | Take Back the Toys                     | 2:54  |
| 8.  | Without the Money                      | 1:54  |
| 9.  | These Spectacles Reveal the Nostalgics | 1:57  |
| 10. | My Time Is Coming                      | 2:34  |
| 11. | If I Had a Cent                        | 2:01  |
| 12. | Midnight Shifter                       | 3:37  |
| 13. | High School Shuffle (Bonusspår)        | 3:02  |
| 14. | Insane (Bonusspår)                     | 2:47  |

Låtarna "High School Shuffle" & "Insane" finns med på deluxe-utgåvan av albumet med Josh Homme som producent.